# Ettore Carafa
Ettore Carafa, född 29 december 1767 i Andria, död 4 september 1799 i Neapel, var en italiensk militär. 
Carafa var en av parthenopeiska republikens grundläggare, stred som general med stor tapperhet för den nya fristaten och blev efter dess fall avrättad på föranstaltande av kardinal Ruffo. 